# 加久瓦卡
加久瓦卡（Gajuwaka），是印度安得拉邦維沙卡帕特南县的一个城镇。总人口258944（2001年）。

## 人口
该地2001年总人口258944人，其中男性133461人，女性125483人；0—6岁人口32276人，其中男16432人，女15844人；识字率70.43%，其中男性为77.14%，女性为63.30%。